# Losbanosia taivaniae
Losbanosia taivaniae är en insektsart som beskrevs av Jacek Szwedo och Adamczewska 2004. Losbanosia taivaniae ingår i släktet Losbanosia och familjen Derbidae. Inga underarter finns listade i Catalogue of Life.